# Andrei Ryabinsky
Andrey Mikhailovich Ryabinsky (nacido el 17 de julio de 1973 en Moscú) es un empresario ruso, fundador y presidente de la junta directiva del Grupo de Empresas del Centro Hipotecario de Moscú y presidente de la empresa de promoción Boxing World.

## Biografía
En 1990 se graduó de la escuela secundaria n. ° 1158 en Moscú, en 1998, de la Academia Rusa de Economía de Plekhanov con un título en Cibernética Económica. De 2009 a 2011 estudió en la Academia de Economía Nacional bajo el Gobierno de la Federación de Rusia, recibiendo un título de DBA.
Como estudiante, comenzó a trabajar en una de las empresas inmobiliarias más grandes de Moscú. Aquí conoció a Alexander Kopylkov, con quien en 1999 creó el Grupo de Empresas MITs, que en un principio se dedicaba exclusivamente a actividades inmobiliarias. Luego comenzó a invertir en viviendas e industrias relacionadas, y en 2005 comenzó a construir viviendas ella misma. En 2012, asumió el cargo de presidente del consejo de administración de MITs Group, que en 2019 se incluyó en la calificación de los desarrolladores rusos más confiables según Forbes, así como en la calificación de las 500 empresas más grandes de Rusia en términos de ingresos según RBC.
En su juventud practicó el boxeo. Fue candidato a maestro de deportes.
En 2012-2013 es socio general del Club de baloncesto Khimki.
El 5 de octubre de 2013, Ryabinsky, junto con Rosneft, organizó un combate de boxeo en las versiones de la AMB, la OMB, la FIB, la IBO entre Vladimir Klitschko y Alexander Povetkin.